# Онлайн и офлайн
Термины «онлайн» (англицизм от online — «на линии») и «офлайн» (англицизм от offline — «вне линии») употребляются в компьютерных технологиях и телекоммуникациях.

## Определения
Оксфордский словарь определяет «онлайн» как «управляемый компьютером или подключённый к нему» или как «деятельность, служба, которая доступна исключительно через Интернет».
Приставка «онлайн» используется в таких словах, как «онлайн-идентичность», «онлайн-вещание», «онлайн-игра», «онлайн-магазин», «онлайн-банкинг», «онлайн-обучение» и многих других.
Близкое значение имеет приставка «кибер-». Например: «киберпространство», «киберпреступность».
Касательно связи с интернетом «онлайн» означает подключённость, а «офлайн» — отключённость.
В компьютерной технике «онлайн» означает, что устройство включено и готово к работе, а «офлайн» — либо выключено, либо не имеет соединения по сети связи.

## Примеры

### Электронная почта
Почтовые программы могут работать и в режиме онлайн, и в режиме офлайн. В режиме онлайн пользователь подключается к серверу и может получать и отправлять письма, а в офлайн-режиме — только читать уже пришедшие. Онлайн- или офлайн-состояние почтового сервера не обязательно отражает подключение компьютера к интернету: компьютер может быть подключён, но если пользователь не обновляет свой почтовый ящик, то почтовая программа работает в офлайн-режиме.

### Веб-браузер
Другой пример использования этих понятий — веб-браузер, который может работать в онлайн- и офлайн-режимах. Браузер получает страницы с сервера только в режиме онлайн. В автономном режиме (офлайн) пользователи могут просматривать только локальные копии тех страниц, которые были предварительно загружены. Это полезно, когда подключение к сети невозможно или нежелательно. Страницы загружаются двумя способами: в кэш браузера, как результат предварительного онлайн-просмотра пользователем, или с помощью локальных копий, которые загружаются онлайн и настраиваются в браузере заранее.

### Сообщения
С ростом средств коммуникации и СМИ слова «офлайн» и «онлайн» стали использоваться очень часто. Наличие человека в сети называется «онлайн», а его отсутствие — «офлайн».

## Обобщение
Понятия «онлайн» и «офлайн» применяют и к межличностным отношениям: онлайновым называют общение по интернету, а офлайновым — непосредственное. Их различия стали предметом социологических исследований. Интернет называют виртуальным пространством или киберпространством, а реальность — офлайном.
Профессор социологии Лондонской школы экономики и политических наук Дон Слейтер утверждает, что это деление слишком грубое. Он утверждает, что различия в отношениях более сложны, чем простая дихотомия «онлайн — офлайн», потому что некоторые люди не разделяют онлайн-отношения и реальную жизнь, заводя друзей по переписке. Даже телефон можно в определённых обстоятельствах рассмотреть как интернет-опыт, так как сейчас практически не существует границы между новыми технологиями и интернетом.